# Simno (gmina)
Simno – dawna gmina wiejska istniejąca na przełomie XIX i XX wieku w guberni suwalskiej. Siedzibą władz gminy było Simno (lit. Simnas) (do 1870 odrębna gmina miejska).
Za Królestwa Polskiego gmina Simno należała do powiatu kalwaryjskiego w guberni suwalskiej. 19 maja?/31 maja 1870 do gminy przyłączono pozbawione praw miejskich Simno; równocześnie od gminy odłączono trzy wsie i przyłączono je do gminy Kirsna. 
Po odzyskaniu niepodległości przez Polskę i Litwę powiat kalwaryjski na podstawie umowy suwalskiej wszedł 10 października 1920 w skład Litwy.